# Paroy-sur-Tholon
Paroy-sur-Tholon è un comune francese di 325 abitanti situato nel dipartimento della Yonne nella regione della Borgogna-Franca Contea.

## Società

### Evoluzione demografica
Abitanti censiti